# Drocea
Drocea (ROSCI0070) este un sit de importanță comunitară (SCI) desemnat în scopul protejării biodiversității și menținerii într-o stare de conservare favorabilă a florei spontane și faunei sălbatice, precum și a habitatelor naturale de interes comunitar aflate în arealul zonei protejate. Acesta este situat în extremitatea sudică a Crișanei, pe teritoriul județului Arad.

## Localizare
Aria naturală se întinde în partea central sud-estică a județului Arad, pe teritoriile administrative ale comunelor Almaș, Bârzava, Brazii, Buteni, Chisindia, Gurahonț și Săvârșin și este străbătută de drumul național DN7, care leagă municipiul Deva de orașul Lipova.

## Înființare
Zona a fost declarată sit de importanță comunitară prin Ordinul Ministerului Mediului și Dezvoltării Durabile Nr.1964 din 13 decembrie 2007 (privind instituirea regimului de arie naturală protejată a siturilor de importanță comunitară, ca parte integrantă a rețelei ecologice europene Natura 2000 în România) și se întinde pe o suprafață de 26.112,4 hectare.

## Biodiversitate
Situl reprezintă o zonă naturală (păduri de foioase și păduri în tranziție) încadrată în bioregiunea continentală a Munților Zarandului (grupă montană a Munților Apuseni aparținând de lanțul muntos al Carpaților Occidentali) de culmi joase aflate între cursurile râurilor (Mureș și Crișul Alb. Din punct de vedere geologic, aceste culmi (ce pornesc de la altitudini minime de sub 200 m, ajungând la punctul maxim de 836 m. atins în Vârful Drocea) sunt dezvoltate pe strate de roci sedimentate constituite din tufuri vulcanice, șisturi cristaline, roci magmatice, calcare și granit. Situl include rezervațiile naturale Locul fosilifer Monoroștia (arie protejată de tip palentologic, ce adăpostește resturi fosile constituite din cochilii de moluște atribuite Ponțianului mediu) și Runcu-Groși (arie naturală de tip forestier).
„Drocea” a fost desemnat ca sit Natura 2000, în scopul protejării biodiversității și menținerii într-o stare de conservare favorabilă a florei și a faunei sălbatice, precum și a habitatelor de interes comunitar din sud-vestul Munților Apuseni.
Situl dispune de 8 tipuri de habitate naturale: Păduri de fag de tip Asperulo-Fagetum, Păduri dacice de stejar și carpen, Păduri stejar cu carpen de tip Galio-Carpinetum, Păduri balcano-panonice de cer și gorun, Păduri ilirice de stejar cu carpen (Erythronio-Carpiniori), Păduri de fag de tip Luzulo-Fagetum, Păduri din Tilio-Acerion pe versanți abrupți, grohotișuri și ravene și Păduri aluviale cu Alnus glutinosa și Fraxinus excelsior (Alno-Padion, Alnion incanae, Salicion albae); ce adăpostesc, conservă și asigură condiții de viețuire câtorva specii din fauna protejată a țării.
La baza desemnării sitului se află cinci specii faunistice enumerate în anexa I-a a Directivei Consiliului European 92/43/CE din 21 mai 1992 (privind conservarea habitatelor naturale și a speciilor de faună și floră sălbatică) și aflate pe lista roșie a IUCN; astfel: un mamifer din specia (Canis lupus) lup cenușiu și patru specii de amfibieni: ivorașul-cu-burta-galbenă (Bombina variegata), buhaiul-de-baltă-cu-burta-roșie (Bombina bombina), tritonul cu creastă (Triturus cristatus) și salamandra carpatică (Triturus montandoni).

## Căi de acces
- Drumul național DN7, pe ruta: Deva - Brănișca - Ilia - Gurasada - Burjuc - Vărădia de Mureș.

## Monumente și atracții turistice
În vecinătatea sitului se află câteva obiective de interes istoric, cultural și turistic; astfel:
- Biserica de lemn "Sf. Mucenic Dimitrie" din Buceava-Șoimuș, construcție secolul al XVIII-lea, monument istoric (cod LMI AR-II-m-A-00591).

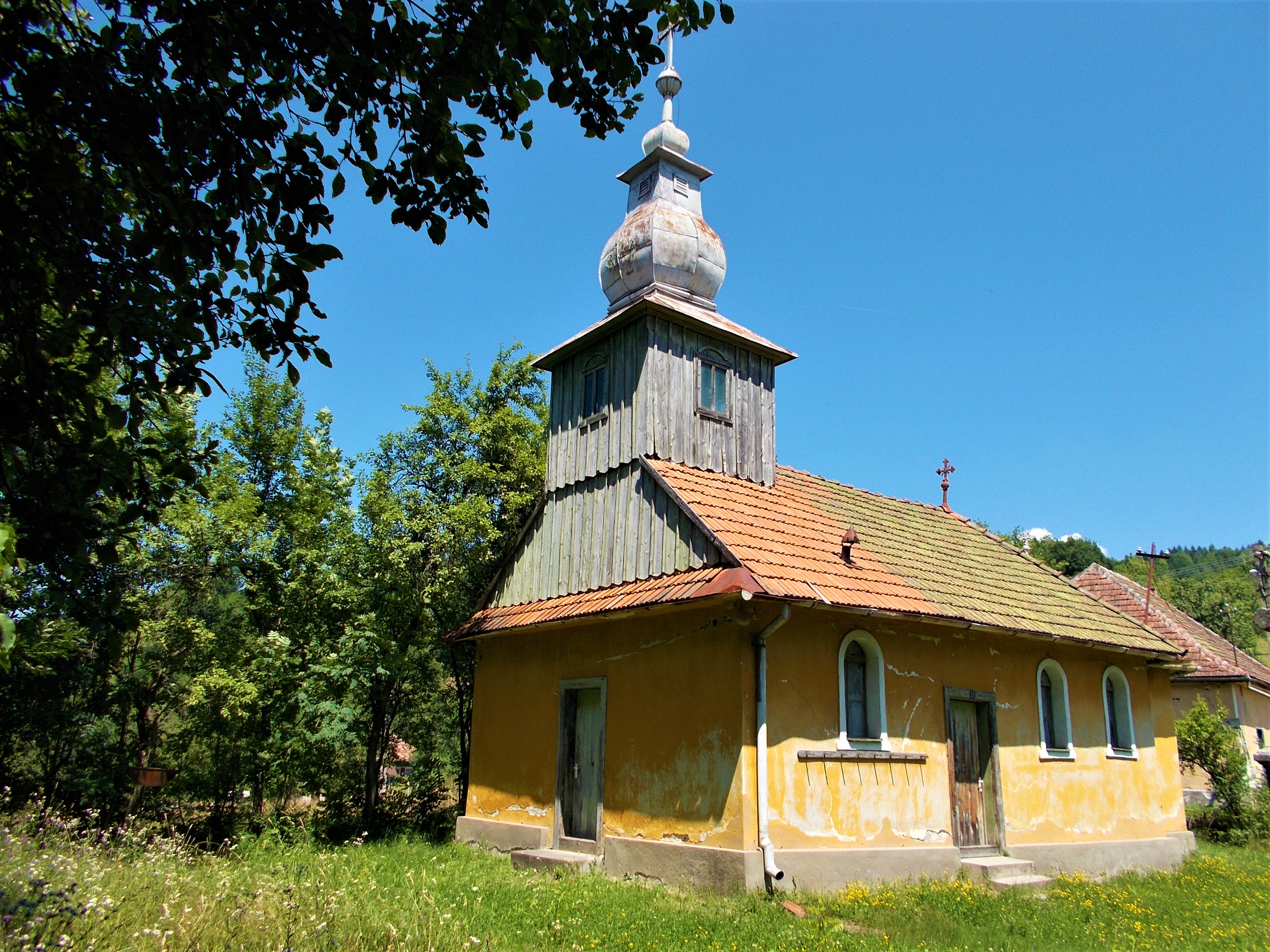
Biserica de lemn din Groși

- Biserica de lemn "Înălțarea Domnului" din Groși, construcție 1907, monument istoric (cod LMI AR-II-m-B-00606).
- Biserica de lemn "Întâmpinarea Domnului" din Groșii Noi, construcție 1807, monument istoric (cod LMI AR-II-m-A-00607).
- Biserica de lemn "Intrarea Maicii Domnului în Biserică" din Julița, construcție 1787, monument istoric (cod LMI AR-II-m-A-00615).
- Biserica de lemn "Sf. Mucenic Gheorghe" din Mădrigești, construcție 1804, monument istoric (cod LMI AR-II-m-B-00627).
- Situl arheologic de la Vărădia de Mureș (biserică și cetate din perioada: sec. XIII - XV, Epoca medievală).
- Situl arheologic de la Săvârșin (așezări și fortificații atribuite perioadelor: sec. IV a. Chr. -sec. II p. Chr., Latène, Cultura geto - dacică; Epoca bronzului).
- Parcul Natural Lunca Mureșului
- Rezervațiile naturale: Baltele Gurahonț, Dosul Laurului, Peștera Sinesie, Căprioara și Peștera lui Duțu.